# Citizen Cope
Citizen Cope, vlastním jménem Clarence Greenwood, (* 20. května 1968) je americký zpěvák a kytarista. Narodil se v Memphisu v americkém státě Tennessee. Působil jako diskžokej ve skupině Basehead. Své první sólové album vydal v roce 2002. Na druhém, které vyšlo o dva roky později, hostoval mexický kytarista Carlos Santana. Později vydal několik dalších alb. Spolu se zpěvačkou Alice Smith má jedno dítě.

## Diskografie
- Citizen Cope (2002)
- The Clarence Greenwood Recordings (2004)
- Every Waking Moment (2006)
- The Rainwater LP (2010)
- One Lovely Day (2012)